# Почаївська районна лікарня
Почаївська районна лікарня (повна назва — Комунальне некомерційне підприємство «Почаївська районна комунальна лікарня» Почаївської міської ради; скорочена назва - КНП «Почаївська РКЛ») — заклад охорони здоров'я який розташований у м. Почаїв, Кременецького району, Тернопільської області.
Юридична адреса — 47025, Україна, Кременецький р-н, Тернопільська обл., місто Почаїв, вулиця Лаврська (Возз'єднання), будинок, 19.
В 2023 році Акредитаційна комісія при Департаменті охорони здоров'я Тернопільської ОДА присвоїла закладу першу акредитаційну категорію.

## Історія
В кінці 19 століття на початку 20 століття в лікарні Почаєва на 16 ліжок працював лише фельдшер. Лікар почав працювати тут тільки з 1901 року.
В 1920-х роках в містечку діяла приватна лікарня на 25 ліжок, де працювало 2 лікарі.
В 1940 році в селищі відкрили районну лікарню на 40 ліжок. Після німецької окупації, лікарня відновила свою роботу в кінці 1944 року.
У березні 1963 році, на момент об'єднання Шумського, Великодедеркальського, Почаївського та Кременецького районів в один, головним лікарем Почаївської райлікарні № 2 був І.Сорокатий.
В 1969 році, Почаївська номерна лікарня — 150 ліжок, головний лікар — Косідло Тадей Володимирович. Медичну допомогу станом на 1973 рік надавали 32 лікарі і 165 працівників з середньою медичною освітою. Почаївська районна лікарня № 2 мала 150 ліжок з поліклінічним відділенням.
Хірургічне відділення Почаївської РКЛ було відкрито в 1950 році і складало 40 ліжок. З 1950 по 1960 рік його очолював хірург Сорокатий І. М., у 1960—1961 рр. — Горошко П. І., у 1961—1965 рр. — Косідло Т. В., у 1965—1970 рр. — Намака Р. В., у 1970—1995 рр. — Стадницький З. С. З 1995 року по 2017 рік відділення очолює Черепенко В. М.
Впродовж функціонування Почаївської РКЛ у хірургічному відділенні працювали лікарі Ясинський С. А., Герасимюк А. В., Саженін В. П., Равчук С. В., Ясько Н. С., Свириденко А. П., Цихоцький О. М., Косідло Т. В., Мацало І. В., Черепенко І. В., Кучер Б. Є. З 1 грудня 1997 по 31 грудня 2016 року хірургічне відділення складалося з 15 ліжок.
З 2016 року в лікарні діє 10 хірургічних ліжок, які надають планову хірургічну допомогу.
Також в 2016 році на тлі недофінансування місцевою владою підіймалося питання про оптимізацію закладу шляхом закриття полового та хірургічного відділень.
В 2012 році, в плані створення госпітальних округів, планувалося перетворення закладу, на лікарню відновного лікування.
В грудні 2012 року Головна акредитаційна комісії при Міністерстві охорони здоров'я України присвоїла закладу першу акредитаційну категорію.
В 2020 році заклад мав 63 госпітальних ліжок та розглядався як заклад планового лікування поряд з опорними лікарнями.

### Період пандемії Соvid-19
29 березня 2020 року заклад визначено лікарнею першої хвилі для госпіталізації хворих на Covid-19.
На початку квітні 2020 року через спалах коронавірусної хвороби серед співробітників (4 робітники захворіли, 27 контактували з хворими) — частина закладу закрита на обсервацію. Причиною спалаху хвороби керівництво лікарні визначило дефіцит засобів індивідуального захисту в закладі. З другої половини квітня лікарня повністю відновила роботу після обсервації.
24 квітня 2020 року журналісти ТСН з'ясували, що у лікарні не працюють очисні споруди, а пацієнти вимушені замість туалету використовувати відра.
До кінця квітня 2020 року кількість хворих мешканців різко збільшилася (можливо через недотримання карантину у Почаївській лаврі), кількість госпіталізацій в заклад збільшилася. Також відмічалися затримки заробітної плати у закладі.
В травні 2020 року виник конфлікт між місцевими чиновниками щодо фінансування закладу.
Станом на грудень в 2020 року в закладі виникла заборгованість із заробітної плати, що потребувало створення та засідання спеціальної комісії районної державної адміністрації.
30 вересня 2020 року, внаслідок двосторонньої пневмонії, помер лікар-терапевт Іван Венжинович, який працював у Почаївській РКЛ більше 25 років, лікував хворих на коронавірусну хворобу та став відомим завдяки репортажу Associated Press та використанню його фото у соціальній рекламній кампанії «Дякуємо за життя» на білбордах у різних містах України. Через негативний ПЛР-тест на коронавірус — родичам загиблого лікаря, спочатку було відмовлено у компенсаційних виплатах, що спричинило суспільний та професійний резонанс. В січні 2021 році ЗМІ повідомило про призначення таких виплат сім'ї загиблого.
В квітні 2021 року заклад перепрофільований на госпіталь з надання допомоги хворим на Covid-19.

## Персонал
Станом на 2022 рік облікова кількість штатних працівників Почаївської РКЛ складає 190 осіб із них 9 осіб пенсійного віку. Загальна кількість працюючих — 166 чол., з них лікарів — 28; середнього медперсоналу — 69, молодшого медперсоналу — 43, інші — 25.

### Головні лікарі
Директор — Кучер Богдан Євстахович

### Видатні працівники
- ВОЛИНЕЦЬ Вікторія Анатоліївна — медична сестра терапевтичного відділення, нагороджена почесною грамотою Ради національної безпеки і оборони України 19.06 2020 року.[30]

## Структура
Станом на 01.01.2022 року лікарня має 78 стаціонарних ліжок, які розподілені серед наступних відділеннь:
- хірургічне відділення на 18 ліжок, з них 10 хірургічних, 5 неврологічних, 3 гінекологічних;
- пологове відділення на 6 ліжок, з них 3 ліжка для породіль, 3 ліжка палати патології;
- педіатричне відділення на 13 ліжок;
- інфекційне відділення на 11 ліжок, з них 8 ліжок для дорослих, 3 ліжок для дітей.

Також в лікарні діє поліклінічне відділення з денним стаціонаром на 10 ліжок.
На базі закладу діє трансфузіологічне відділення, а також пункт забору донорської крові.

## Діяльність
Станом на 2023 рік, Почаївська РКЛ обслуговує населення загальною кількістю — 23 932 чол., з них дорослих — 17 818 чол., дітей — 5 267 чол., підлітків — 847 чол. Сільського населення — 16 153 чол., міського населення — 7 779 чол.